# رایشنباخ-شتگن
رایشنباخ-شتگن (به آلمانی: Reichenbach-Steegen) یک شهر در آلمان است که در کایزرسلاوترن واقع شده‌است. رایشنباخ-شتگن ۱٬۴۶۴ نفر جمعیت دارد.